# Temporální databáze
Temporální databáze (temporální databázový systém) je databáze (databázový systém) zohledňující časové vlastnosti ukládaných dat. Příkladem je databázový systém TimeDB a jazyk ATSQL2.
Časové vlastnosti obvykle zahrnují časové modely valid time a transaction time. Tyto dvě složky dohromady tvoří bitemporální model dat.
- Valid time vyjadřuje období, ve kterém byl fakt (v modelovaném světě) pravdivý.
- Transaction time vyjadřuje období, po které je fakt uložen v databázi.

Tato dvě časová období nemusí být pro jeden fakt stejná. Příkladem je temporální databáze ukládající data o 18. století. Valid time těchto faktů je někde mezi roky 1700 a 1799, kdežto transaction time začíná okamžikem vložení faktů do databáze (například 21. ledna 1998) a nikdy nekončí (obvykle klíčové slovo forever).